# Imbarcazioni veneziane
La tradizione marinara veneziana è molto antica ed ha prodotto una ricchissima tipologia di imbarcazioni.
I veneziani per spostarsi in laguna hanno sempre fatto i conti con canali stretti e fondali bassissimi per ampie estensioni. Per questo motivo le imbarcazioni che garantiscono una maggiore mobilità in laguna sono quelle che pescano meno e che sono sprovviste di chiglia: caratteristica peculiare delle barche veneziane è infatti il fondo piatto. Inoltre forma e dimensioni devono rispondere a diverse esigenze di carico e alla particolare tecnica di voga ad un remo sviluppatasi con successo nell'area veneta.
La dominazione veneta, estesasi anche nell'entroterra sino all'Adda, ha influenzato anche le tradizioni nautiche legate alla navigazione lacustre, diffondendo alcuni tipi di barcache per caratteristiche e metodo di remata si avvicinano molto alla tradizione veneziana.
Un capitolo a parte nella storia dei trasporti lagunari, ormai entrato nella tradizione, è relativo al servizio pubblico di linea e alla propulsione a motore.
Nello spazio sottostante sono riunite secondo le categorie d'uso di diversi tipi di imbarcazione. La stessa voce può ricorrere in più categorie:

## Imbarcazioni per il trasporto di persone

### Tradizionali in uso
- Batèla
- Balòtina o gondolin da fresco
- Barcheta
- Còfano
- Gondola
- Gondolone
- Mascarèta
- Pupparìn
- Sanpieròta
- Sàndolo
- Topo
- Topo ciosoto
- Topa
- Topetta

### Moderne
- Barchino

## Imbarcazioni per trasporto merci

### Tradizionali in uso
- Batela
- Batelon
- Bragozzo
- Burchio
- Caorlìna
- Peata
- Topa
- Topetta
- Topo

### Tradizionali non più in uso
- Comancina
- Ortolana
- Rascona
- Tartana

### Moderne
- Patana
- Sàtara

## Imbarcazioni per la pesca lagunare o marina

### Tradizionali in uso
- Bragozzo
- Caicio
- Saltafossi
- Sandoletto da fossina
- Sanpieròta
- Topetta
- Topo ciosoto

### Tradizionali non più in uso
- Bragagna
- Mussetto
- Tartana

### Moderne
- Drifting

## Imbarcazioni da caccia in laguna

### Tradizionali in uso
- Balotina
- Còfano
- Fisolera
- S'ciopon

### Tradizionali non più in uso
- Vipera

## Imbarcazioni da regata
- Bissa
- Caorlina
- Gondola
- Gondolìno
- Mascareta
- Pupparin
- Sandolo

## Da parata
- Balòtina
- Bissona
- Burchio
- Caorlìna
- Disdotona
- Dodesona
- Galeone da parata
- Gondola
- Gondolìno
- Gondolone
- Mascarèta
- Pupparìn
- Quatordesona
- Sàndolo

## Archeologia navale
- Bucintoro
- Galea
- Galeazza
- Peata
- Rascona

## Servizi di trasporto pubblico

### A motore
- Bùrchio
- Motozattera
- Vaporetto

### A remi
- Gondola
- Gondolone